# 代姓
代姓，是中文姓氏之一。

## 起源
1. 代国后代以国为姓，成为代姓。
2. 1977年推行二次简化字时，将戴简化为代。